# Batalla de Valmy
La batalla de Valmy, va tenir lloc el 20 de setembre de 1792, fou enfrontament d'artilleria indecís entre les tropes franceses i els exèrcits de Prússia i Àustria. Tanmateix fou una victòria estratègica de l'exèrcit revolucionari francès que permeté la supervivència de la Revolució Francesa i com a tal és considerada una de les batalles més decisives de la història de l'Europa moderna.

## Antecedents
Fins a 1791, les monarquies europees dubtaven sobre si intervenir contra la Revolució en favor de Lluís XVI o bé mirar d'aprofitar en benefici propi la greu crisi que patia França, una de les principals potències d'Europa. La figura més important en aquest afer fou l'emperador Leopold II, germà de la reina Maria Antonieta, el qual es mostrava cada cop més preocupat per la radicalització progressiva del procés revolucionari francès. El 27 d'agost de 1791, Leopold II i el rei Frederic Guillem II de Prússia, després d'haver consultat nobles francesos emigrats, promulgaren la Declaració de Pilnitz, segons la qual, els monarques europeus es mostraven interessats en la protecció de Lluís XVI i la seva família, i, vagament, s'hi amenaçava amb greus conseqüències si els passava res. Si Leopold II havia concebut la declaració de Pilnitz com una manera de prendre posició però sense haver d'intervenir realment contra els revolucionaris, el cas fou, però, que a França la declaració fou vista com una greu amenaça i com a tal fou denunciada pels dirigents de la Revolució. Per altra banda, a més de les diferències ideològiques, hi havia la qüestió dels dominis imperials a Alsàcia, i l'interès de França de controlar l'acció dels contrarevolucionaris emigrats als Països Baixos Austríacs i en alguns petits principats alemanys.
Finalment, el 20 d'abril de 1792, l'Assemblea Nacional francesa aprovà per majoria declarar la guerra a Àustria, després d'haver escoltat la lectura de tota una llista de greuges presentada pel ministre d'afers estrangers Dumouriez, qui preparà una immediata invasió dels Països Baixos austríacs, on esperava que la població local s'alcés contra el domini austríac. Tanmateix, arran de la Revolució, l'exèrcit s'havia desorganitzat completament, i, en el moment de l'inici de les hostilitats, es produïren desercions en massa.
Mentre el govern revolucionari lluitava frenèticament per reclutar noves tropes i reorganitzar l'exèrcit, es concentrà a Coblença un exèrcit majoritàriament prussià dirigit pel duc de Brunswick. Pel juliol, les forces prussianes van conquerir amb facilitat les fortaleses de Longwy i Verdun-sur-Meuse. Aleshores, el duc proclamà el Manifest de Brunswick, escrit pel príncep de Condé, dirigent d'un exèrcit contrarevolucionari format per emigrats, en el qual s'hi exposava que el propòsit dels aliats era restablir l'autoritat absoluta de Lluís XVI per la qual cosa tractarien com a rebel qualsevol que se'ls oposés, per la qual cosa el condemnarien a mort segons la llei marcial. Aquest manifest, però, fou una de les principals causes de la revolta de París del 10 d'agost de 1792 que dugué a l'empresonament de la família reial francesa a la Torre del Temple i a la proclamació de la Primera República Francesa.

## La batalla
La meitat de la infanteria, gairebé tota la cavalleria i l'artilleria francesa, considerada com la millors d'Europa en aquell moment, eren veterans de l'antic Exèrcit Reial. Aquests veterans van proporcionar un nucli professional per mantenir els entusiastes batallons de voluntaris. En conjunt, l'Exèrcit del Nord de Dumouriez i l'Exèrcit del Centre de Kellermann sumaven aproximadament 54.000 soldats, contra els que es dirigia l'exèrcit de coalició del duc de Brunswick d'uns 84.000 soldats, totes tropes veteranes prussianes i austríaques reforçades per hessians i l'Exèrcit dels Emigrats realista francès del príncep de Condé.
El combat va tenir lloc a la Xampanya, a la localitat de Valmy el 20 de setembre de 1792. Les forces de l'exèrcit del nord, comandades pel general Charles François Dumouriez i de l'exèrcit del centre, comandades per François Christophe Kellermann, detingueren l'avanç vers París de les tropes prussianes, manades pel duc de Brunsvic.

## Conseqüències
Aquesta victòria significà un canvi en el curs de la guerra, i Prússia veient que la campanya estava resultant més llarga i costosa del que s'havia previst, va decidir retirar-se de França. Per altra banda, en altres fronts, els francesos aconseguiren ocupar  Savoia i Niça, mentre el general Custine va ocupar moltes poblacions a prop del Rin fins a arribar a Frankfurt. Als Països Baixos, Dumouriez derrotà els austríacs a Jemappes el 6 de novembre, cosa que li va permetre ocupar el territori a principis de l'hivern.